# Goniozus distigmus
Goniozus distigmus är en stekelart som beskrevs av Thomson 1862. Goniozus distigmus ingår i släktet Goniozus, och familjen dvärggaddsteklar. Arten är reproducerande i Sverige.